# Alexandra Longová
Alexandra Longová, född 7 februari 1994, är en slovakisk bågskytt. Hon deltog vid olympiska sommarspelen 2016.